# Filip Backlund
Jan Filip Backlund, född 14 april 1990 i Västerås, Västmanland, är en svensk roadracingförare som gått under smeknamnet 'The Teacher'. Han har tävlat i både SM och brittiska BSB. Han driver idag ett roadracingteam och en bandagsarrangör.

## Karriär
Filip började köra motorcykel vid 3 års ålder då hans far gav honom en Honda 50cc. Han började tävla i motocross då han var 7 år, då i 60cc-klassen.
2001, efter fem år inom motocross, slutade han tävla då hans föräldrar ansåg det vara för riskfyllt. Efter att ha provat olika former av motorsport fastnade han för MiniMoto och började tävla i Europa tillsammans med sin bror.
När han var 13 år fick Filip ett undantag så att han kunde ställa upp och tävla i 125cc i Skandinavien och blev det året den yngste att vinna mästerskapet. Han följde upp det året efter då han vann 250cc-klassen första året han ställde upp.
Suzuki bjöd in honom att tävla i Superstock 600cc, Veidec Trophy, där han tog två segrar under sina två första år i mästerskapet.
Från 2007, tävlade Filip med 1000cc-klasser, FIM Superstock Youth World Championship 2008, därefter vann han SM i Superbike 2009 och 2011. Han tävlade även i Endurance World Cup och tyska IDM Superbike.
2012 flyttade han till Storbritannien och ställde upp i National Superstock 1000 Championship. Han tävlade i serien under två säsonger och slutade trea i mästerskapet 2013. Efter det tävlade Filip i British Superbike Championship 2014, han startade i fyra deltävlingar 2014 och körde hela säsongen 2015 och 2016 för Kawasaki.
Under försäsongstester vid Donington Park 2016 föll Filip och bröt nyckelbenet.

## Racing resultat

### Sammanställning
| År   | Klass                    | Starter | Segrar | Pallplatser | Poäng | Tabellplats |
| ---- | ------------------------ | ------- | ------ | ----------- | ----- | ----------- |
| 2008 | Superstock 1000          | 10      | 0      | 0           | 13    | 24          |
| 2009 | Pro Superbike STCC       | 8       | 3      | 6           | 144   | 1           |
| 2011 | Pro Superbike Sweden     | 13      | 10     | 10          | 278   | 1           |
| 2013 | National Superstock 1000 | 11      | 1      | 4           | 136   | 3           |
| 2014 | National Superstock 1000 | 7       | 0      | 2           | 88    | 7           |
| 2014 | British Superbikes       | 9       | 0      | 0           | 21    | 25          |
| 2015 | British Superbikes       | 24      | 0      | 0           | 19    | 26          |
| 2016 | British Superbikes       | 26      | 0      | 0           | 2     | 30          |

#### British Superbike Championship
| Year | Make     | 1      | 1      | 2      | 2     | 3      | 3     | 4      | 4      | 5      | 5      | 6      | 6      | 7       | 7       | 7   | 8     | 8      | 9     | 9     | 9     | 10     | 10     | 11    | 11    | 12      | 12      | 12      | Pos  | Pts |
| Year | Make     | R1     | R2     | R1     | R2    | R1     | R2    | R1     | R2     | R1     | R2     | R1     | R2     | R1      | R2      | R3  | R1    | R2     | R1    | R2    | R3    | R1     | R2     | R1    | R2    | R1      | R2      | R3      | Pos  | Pts |
| ---- | -------- | ------ | ------ | ------ | ----- | ------ | ----- | ------ | ------ | ------ | ------ | ------ | ------ | ------- | ------- | --- | ----- | ------ | ----- | ----- | ----- | ------ | ------ | ----- | ----- | ------- | ------- | ------- | ---- | --- |
| 2014 | Yamaha   | BHI    | BHI    | OUL    | OUL   | SNE    | SNE   | KNO    | KNO    | BHGP   | BHGP   | THR    | THR    | OUL     | OUL     | OUL | CAD   | CAD    | DON17 | DON15 |       | ASSRet | ASS9   | SIL13 | SIL11 | BHGPRet | BHGP15  | BHGP13  | 25th | 21  |
| 2015 | Kawasaki | DON17  | DONRet | BHIRet | BHI22 | OULRet | OUL16 | SNERet | SNE8   | KNORet | KNORet | BHGP15 | BHGP15 | THR11   | THR14   |     | CAD18 | CAD16  | OUL13 | OUL16 | OUL18 | ASS18  | ASS20  | SIL18 | SIL19 | BHGP20  | BHGP17  | BHGP17  | 26th | 19  |
| 2016 | Kawasaki | SILDNS | SILDNS | OUL20  | OUL17 | BHI18  | BHI17 | KNO19  | KNORet | SNE15  | SNE18  | THR15  | THR18  | BHGPRet | BHGPDNS |     | CAD18 | CADRet | OUL19 | OUL19 | OUL20 | DONRet | DONRet | ASS23 | ASS25 | BHGPRet | BHGPDNS | BHGPDNS | 30th | 2   |